# هندسة الميكانيك

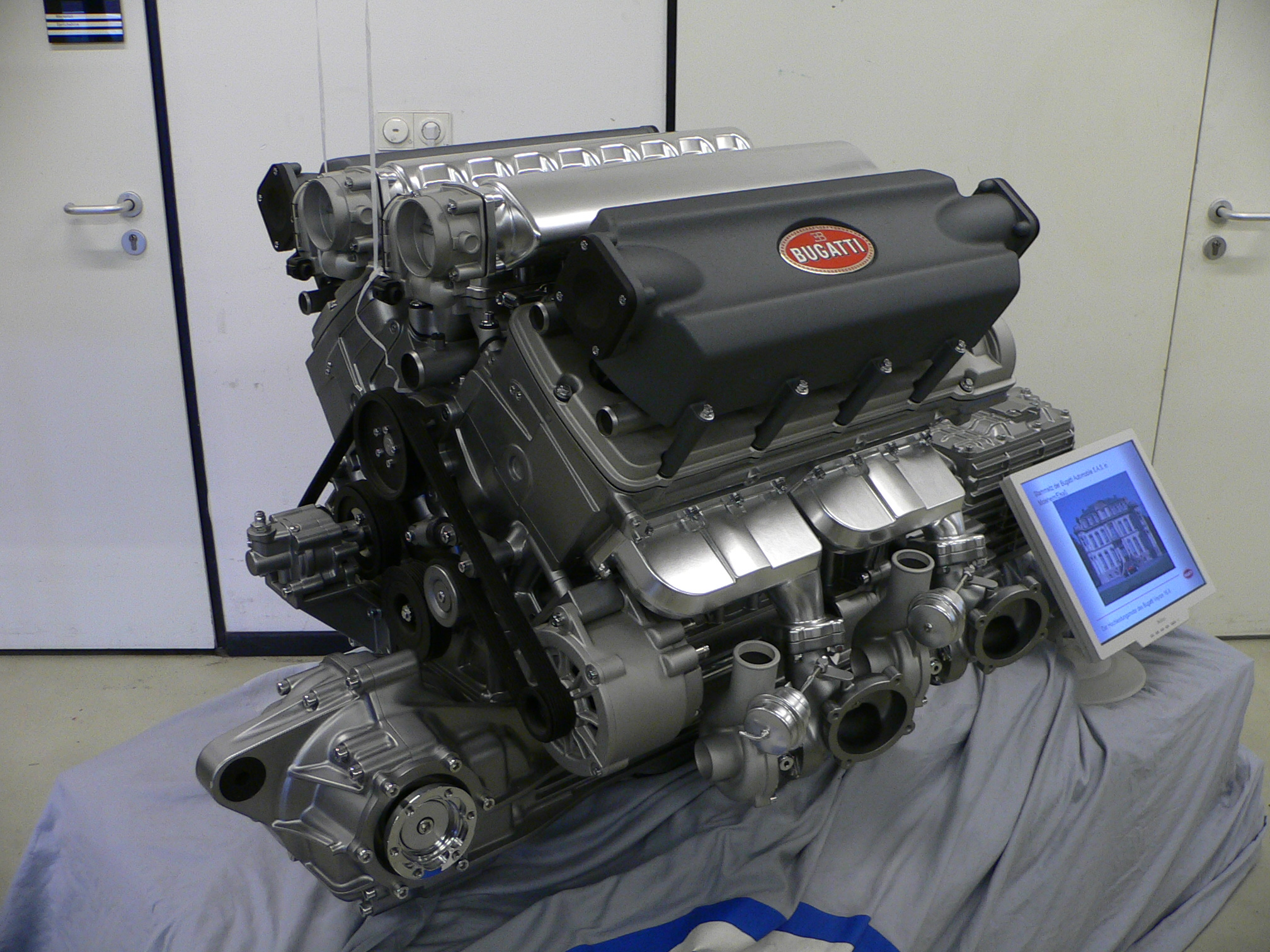
مهندسو الميكانيكا يبنون المحركات ويصممون محطات القوى

هندسة الميكانيك أو الهندسة الميكانيكية (بالإنجليزية: Mechanical engineering) هي فرع من فروع الهندسة يهتم بتصميم، وتصنيع، وتشغيل، وتطوير الآلات أو الأجهزة المستخدمة في مختلف قطاعات النشاطات الاقتصادية. وبتعريف الموسوعة البريطانية فإن الهندسة الميكانيكية هي فرع من فروع الهندسة تهتم بالتصميم والتطوير، وبالتصنيع، وبالتركيب، وتشغيل المحركات، والآلات، وعمليات التصنيع. وهي مهتمة بشكل خاص بالقوى والحركة. وهو علم يهتم بدراسة الطاقة بكافة صورها وتأثيرها على الأجسام. وهو تخصص واسع له علاقة بكل مجالات الحياة. فالهندسة الميكانيكية تتعلق مثلا بصناعات الفضاء، والطيران، وبالإنتاج، وتحويل الطاقة، وميكانيكا الأبنية، والنقل، وتكنولوجيا تكييف الهواء والتبريد، وفي النمذجة والمحاكاة المعلوماتية.
يتطلب مجال الهندسة الميكانيكية فهم المجالات الأساسية بما في ذلك الميكانيكا والديناميكيات والديناميكا الحرارية وعلوم المواد والتحليل الإنشائي والكهرباء. بالإضافة إلى هذه المبادئ الأساسية، يستخدم المهندسون الميكانيكيون أدوات مثل التصميم بمساعدة الكمبيوتر (CAD) والتصنيع بمساعدة الكمبيوتر (CAM) وإدارة دورة حياة المنتج، للقيام بعمليات تصميم وتحليل مواقع التصنيع والمعدات والآلات الصناعية وأنظمة التدفئة والتبريد وأنظمة النقل والطائرات والمراكب والروبوتات والأجهزة الطبية والأسلحة وغيرها. وتعتبر فرع الهندسة الذي يتضمن تصميم وإنتاج وتشغيل الآلات.
ظهرت الهندسة الميكانيكية كمجال خلال الثورة الصناعية في أوروبا في القرن الثامن عشر. ومع ذلك، فأن تطورها يعود إلى عدة آلاف من السنين حول العالم. وفي القرن التاسع عشر، أدت الاكتشافات والتطورات في الفيزياء إلى تطوير علوم الهندسة الميكانيكية. يتطور المجال باستمرارلاستيعاب التقدم العلمي والتكنولوجي؛ فيتابع المهندسون الميكانيكيون اليوم التطورات في مجالات مثل المركبات، والميكاترونيك، وتكنولوجيا النانو. كما أنه يتداخل مع هندسة الطيران وهندسة الفلزات والهندسة المدنية والهندسة الكهربائية وهندسة التصنيع والهندسة الكيميائية والهندسة الصناعية والتخصصات الهندسية الأخرى بمقادير متفاوتة. قد يعمل المهندسون الميكانيكيون أيضًا في مجال الهندسة الطبية الحيوية، وتحديداً مع الميكانيكا الحيوية، وظواهر النقل، والميكانيكا الحيوية، والتكنولوجيا الحيوية، ونمذجة الأنظمة البيولوجية.
في العصور الوسطى، بالشرق الأوسط وشبه الجزيرة العربية كان يُطلق على الهندسة الميكانيكية مُصطلح عربي الأصل (علم الحيل الرُوحانية)، وقيل الرُوحانية نسبة إلى الطاقة وليس الروح بالمعنى الديني للّفظة. فكان يُطلق على أي آلة اسم حيلة رُوحانية.

## تاريخ
نشأت الهندسة الميكانيكية نتيجة الممارسة ومبدأ المحاولة والخطأ من قبل مهندسين مختصين وبطرق علمية في البحث والتصميم والإنتاج. وقد كان الطلب الدائم على الكفاءة سبب في الارتفاع المتزايد لنوعية العمل المطلوب من المهندس الميكانيكي مما يتطلب درجة عالية من التعلم والمهارة.
تتجلى تطبيقات الهندسة الميكانيكية في سجلات مختلف المجتمعات القديمة والعصور الوسطى. كانت الآلات الست الكلاسيكية البسيطة معروفة في الشرق الأدنى القديم. الاسفين والمستوى المائل (المنحدر) معروفان منذ عصور ما قبل التاريخ. بدأ اختراع العجلة وآلية العجلة والمحور في بلاد ما بين النهرين (العراق الحديث) خلال الألفية الخامسة قبل الميلاد. وظهرت الرافعة لأول مرة منذ حوالي 5000 عام في الشرق الأدنى، حيث تم استخدامها في ميزان بسيط، ولتحريك الأشياء الكبيرة في التكنولوجيا المصرية القديمة. تم استخدام الرافعة أيضًا في شادوف رفع المياه وهو أول آلة رافعة، والتي ظهرت في بلاد ما بين النهرين حوالي 3000 قبل الميلاد. ويعود أقدم دليل على البكرات إلى بلاد ما بين النهرين في أوائل الألفية الثانية قبل الميلاد.
أهم انجازات حدثت في الهندسة الميكانيكية في إنجلترا خلال القرن السابع عشر عندما قام إسحاق نيوتن بوضع قوانينه الثلاثة للحركة وتطوير علم الرياضيات والتفاضل، ووضع الأساس الرياضي للفيزياء. خلال أوائل القرن في إنجلترا واسكتلندا، ادى اختراع أدوات هندسة ميكانيكية لتطوير الهندسة الميكانيكية كفرع مستقل في الهندسة، ا. أول جمعية مهنية للمهندسين الميكانيكيين تشكلت في عام 1847 في بريطانيا. أول منظمة أمريكية للمهندسين الميكانيكين تشكلت في عام 1880. المعهد الأمريكي الحربي كان أول جامعة لتدريس هندسة الميكانيك عام 1825.
تم تطوير الساقية في مملكة كوش خلال القرن الرابع قبل الميلاد. وقد اعتمدت على قوة الحيوان لتقليل الاعتمادعلي الطاقة البشرية. تم تصميم الخزانات على شكل حفائر في كوش لتخزين المياه ودعم الري. تم تطوير افران الصهر والأفران العالية خلال القرن السابع قبل الميلاد في مروي. وفي كوش طبقت قواعد علم المثلثات المتقدم في تصميم الساعات الشمسية.
ظهرت أولى الآلات العملية التي تعمل بالطاقة المائية، وهي العجلة المائية والطاحونة المائية، لأول مرة في الإمبراطورية الفارسية، في ما يُعرف الآن بالعراق وإيران، بحلول أوائل القرن الرابع قبل الميلاد. وقد أثرت أعمال أرخميدس (287-212 قبل الميلاد) في اليونان القديمة على علوم الميكانيكا في الحضارات الغربية. وفي مصر الرومانية، أنشأ هيرون السكندري (حوالي 10-70 م) أول جهاز يعمل بالبخار. في الصين، قام زانج هنج (78-139 م) بتحسين الساعة المائية واخترع مقياس الزلازل، واخترع ما جن (200–265 م) عربة ذات تروس تفاضلية. ;كما قام عالم الساعات والمهندس الصيني في العصور الوسطى سو سونغ (1020-1101 م) بدمج آلية ميزان في برج ساعته الفلكية قبل قرنين من العثور على أجهزة الميزان في الساعات الأوروبية في العصور الوسطى. كما اخترع أول ناقل حركة يعمل بالسلاسل.
خلال العصر الذهبي اللحضارة الإسلامية (القرن الخامس إلى القرن السابع عشر)، قدم المخترعون المسلمون مساهمات بارزة في مجال التكنولوجيا الميكانيكية. وقد كتب الجزري، أحد أهم المهندسين المسلمين، كتابه الشهيرالجامع بين العلم والعمل النافع في صناعة الحيل عام 1206 وقدم فيه العديد من التصاميم الميكانيكية. كما أن الجزري هو أول شخص معروف يصمم أجهزة مثل عمود المرفق وعمود الحدبات، والتي تشكل الآن أساسيات العديد من الآليات والتركيبات الميكانيكية حتي عصرنا الحالي.
خلال القرن السابع عشر، حدثت طفرات مهمة في أسس الهندسة الميكانيكية في إنجلترا. فقد صاغ السير إسحاق نيوتن قوانين نيوتن للحركة وطور حساب التفاضل والتكامل، وهو الأساس الرياضي للفيزياء. كان نيوتن مترددًا في نشر أعماله لسنوات، لكنه أقنعه أخيرًا بفعل ذلك زملائه، مثل السير إدموند هالي، لصالح البشرية جمعاء. يُنسب أيضًا إلى جوتفريد فيلهلم ليبنيز إنشاء حساب التفاضل والتكامل خلال هذه الفترة الزمنية.
خلال الثورة الصناعية في أوائل القرن التاسع عشر، تم تطوير ماكينات التشغيل في إنجلترا وألمانيا واسكتلندا.مما سمح للهندسة الميكانيكية بالتطور كمجال منفصل في الهندسة. فقد ظهرت آلات التصنيع ذات المحركات. تم تشكيل أول جمعية مهنية بريطانية للمهندسين الميكانيكيين (معهد المهندسين الميكانيكيين) في عام 1847، بعد ثلاثين عامًا من قيام المهندسين المدنيين بتشكيل أول مجتمع مهني من هذا القبيل (معهد المهندسين المدنيين). [23] في القارة الأوروبية، وفي كيمنتس بألمانيا أسس يوهان فون زيمرمان (1820–1901) أول مصنع لماكينات التجليخ عام 1848.
في الولايات المتحدة، تم تشكيل الجمعية الأمريكية للمهندسين الميكانيكيين (ASME) في عام 1880، لتصبح ثالث جمعية هندسية مهنية، بعد الجمعية الأمريكية للمهندسين المدنيين (1852) والمعهد الأمريكي لمهندسي التعدين (1871). كانت أولى المدارس في الولايات المتحدة التي تقدم تعليمًا هندسيًا هي الأكاديمية العسكرية للولايات المتحدة في عام 1817، والمؤسسة التي تُعرف الآن باسم جامعة نورويتش في عام 1819، ومعهد رينسيلار للفنون التطبيقية في عام 1825. وقد كان التعليم في الهندسة الميكانيكية تاريخيًا قائمًا على أسس قوية في الرياضيات والعلوم.

## التعليم
شهادات الهندسة الميكانيكية تُمنح من جامعات عديدة حول العالم، وعادة ما يكون نظام دراسة الهندسة الميكانيكية من أربع إلى خمس سنوات ويمنح في نهاية الدراسة بكالوريوس علوم أو بكالوريوس تكنولوجيا أو بكالوريوس هندسة أو بكالوريوس هندسة تطبيقية. معظم الجامعات التي تدرس هندسة الميكانيك لديها إجازة أو شهادة معينة من قبل لجنة التي تفحص المواد التي يتم تدريسها للطلاب قبل الموافقة عليها. خلال السنوات الأربع أو الخمس التي يقضيها الطلاب في الجامعة يدرسون الرياضيات، الفيزياء بمختلف انواعها مثل فيزياء السوائل، علم المواد، وبعض لغات البرمجة.
يتم تقديم درجات في الهندسة الميكانيكية في جامعات مختلفة في جميع أنحاء العالم. تستغرق برامج الهندسة الميكانيكية عادةً من أربع إلى خمس سنوات من الدراسة اعتمادًا على المكان والجامعة وتؤدي إلى بكالوريوس الهندسة، بكالوريوس العلوم، بكالوريوس هندسة العلوم، بكالوريوس في التكنولوجيا، بكالوريوس في الهندسة الميكانيكية، أو بكالوريوس في العلوم التطبيقية، أو مع التخصص في الهندسة الميكانيكية. في إسبانيا والبرتغال ومعظم أمريكا الجنوبية، حيث لم يتم اعتماد درجة البكالوريوس، والاسم الرسمي للدرجة هو «مهندس ميكانيكي»، ويستند عمل الدورة إلى خمس أو ست سنوات من التدريب. وفي إيطاليا، يعتمد عمل الدورة على خمس سنوات من التعليم والتدريب، ولكن من أجل التأهل كمهندس، يتعين على المرء اجتياز اختبار حكومي في نهاية الدورة. وفي اليونان، تعتمد الدورات الدراسية على منهج مدته خمس سنوات ومتطلبات أطروحة «الدبلوم»، والتي تُمنح عند الانتهاء من «الدبلوم» بدلاً من البكالوريوس.
في الولايات المتحدة، تم اعتماد معظم برامج الهندسة الميكانيكية الجامعية من قبل مجلس الاعتماد للهندسة والتكنولوجيا (ABET) لضمان متطلبات ومعايير متماثلة بين الجامعات. يسرد موقع الويب ABET 302 برنامجًا معتمدًا للهندسة الميكانيكية اعتبارًا من 11 مارس 2014. ويتم اعتماد برامج الهندسة الميكانيكية في كندا من قبل مجلس الاعتماد الهندسي الكندي (CEAB)، [28] ومعظم البلدان الأخرى التي تقدم شهادات في الهندسة لديها جمعيات اعتماد مماثلة.
في أستراليا، تُمنح شهادات الهندسة الميكانيكية على أنها بكالوريوس هندسة (ميكانيكي) أو مسميات مماثلة، على الرغم من وجود عدد متزايد من التخصصات. تستغرق الدرجة أربع سنوات من الدراسة بدوام كامل لتحقيقها. لضمان الجودة في شهادات الهندسة، يعتمد موقع Engineers Australia الشهادات الهندسية التي تمنحها الجامعات الأسترالية وفقًا لاتفاق واشنطن العالمي. قبل أن يتم منح الدرجة، يجب على الطالب إكمال 3 أشهر على الأقل من الخبرة في العمل في شركة هندسية. وتوجد أنظمة مماثلة أيضًا في جنوب إفريقيا ويشرف عليها المجلس الهندسي لجنوب إفريقيا (ECSA).
في الهند، لكي تصبح مهندسًا، يحتاج المرء إلى الحصول على شهادة في الهندسة مثل B.Tech أو BE، أو الحصول على دبلوم في الهندسة، أو من خلال إكمال دورة في مهنة هندسية مثل برادة التجميع من معهد التدريب الصناعي (ITIs) لتلقي «شهادة ITI للتجارة» وأيضًا اجتياز اختبار (AITT) من خلال دورات هندسية يتم إجراؤها بواسطة المجلس الوطني للتدريب المهني (NCVT) والتي من خلالها يتم منح الشخص «شهادة التجارة الوطنية». وهناك نظام مماثل في نيبال.
يمكن للمهندسين الميكانيكيين متابعة دراستهم العليا مثل ماجستير في الهندسة، ماجستير في التكنولوجيا، ماجستير في العلوم، ماجستير في الإدارة الهندسية (M.Eng.Mgt. أو MEM)، ودكتوراه في الفلسفة في الهندسة . قد تتضمن درجات الماجستير والبكالوريوس أو لا تتضمن إجراء الابحاث.بينما تتضمن دكتوراه الفلسفة مكونًا بحثيًا مهمًا وغالبًا ما يُنظر إليه على أنه نقطة دخول إلى الأوساط الأكاديمية. توجد درجة المهندس في عدد قليل من المؤسسات على مستوى متوسط بين درجة الماجستير والدكتوراه.

## العلوم الأساسية لمهندس الميكانيك
تهدف المعايير التي وضعتها جمعية الاعتماد في كل بلد إلى توفير التوحيد في المواد الأساسية، وتعزيز الكفاءة بين المهندسين المتخرجين، والحفاظ على الثقة في مهنة الهندسة ككل. تتطلب ABET البرامج الهندسية في الولايات المتحدة، على سبيل المثال، لإظهار أن طلابها يمكنهم «العمل باحتراف في كل من مجالات الأنظمة الحرارية والميكانيكية.» [32] ومع ذلك، قد تختلف الدورات المحددة المطلوبة للتخرج من برنامج إلى آخر. غالبًا ما تجمع الجامعات والمعاهد التكنولوجية مواد متعددة في فصل واحد أو تقسم موضوعًا إلى فصول متعددة، اعتمادًا على هيئة التدريس المتاحة ومجال (مجالات) البحث الرئيسية بالجامعة.
- علم السكون (استاتيكا).
- علم الحركة (ديناميكا).
- ميكانيك المواد.
- ميكانيك الموائع.
- الديناميك الحرارية.
- انتقال الحرارة.
- أدوات القياس الهندسية.
- نظرية الآلات.
- علوم وهندسة المواد.
- تكنولوجيا الغازات المنضغطة.
- التدفئة والتهوية وتكييف الهواء.
- ميكاترونيات.
- نظرية التحكم.
- تكنولوجيا التصنيع.
- التصميم بمساعدة الحاسوب.
- ميكانيك (المحركات والمركبات) الآلات: تهتم بدراسة نظرية الآلات وطرق توصيل القطع والأجزاء الميكانيكية معاً لتتحرك بآلية معينة. وتهتم أيضاً بدراسة مسننات الحركة وعلاقات المسننات المرتبطة معاً وأنوعها، كما أنها توضح العلاقة بين حدبة تحويل الحركة (The Cam Profile) مع المسافة والسرعة التي يتحركها تابع الحركة (The follower).
- التصميم الميكانيكي.
- التصنيع بمساعدة الحاسوب.

وينبغي على مهندس الميكانيك أن يكون مدركا وقادرا على التعامل مع القواعد الأساسية لعلوم الكيمياء والكهرباء والفيزياء الهندسية، وتحتوي معظم دراسات الهندسة الميكانيكية على دراسة الرياضيات والرياضيات المتقدمة وخاصة المعادلات التفاضلية والجزئية والخطية.

## الأدوات الحديثة لمهندس الميكانيكا
العديد من شركات الهندسة الميكانيكية أدرجت أنظمة هندسية مُساعِدة باستخدام الحاسب الآلي لعمليات التصميم والتحليل الخاصة بها، وتشمل هذه النظم الرسم الثنائي والثلاثي الأبعاد لنماذجها، وهذه الطريقة لها العديد من المزايا منها تسهيل وتفسير تصور المنتج وإمكانية إجراء تجميع للأجزاء بسهولة وحساب السماحيات المطلوبة والتداخل الواجب توافره قبل بدء عملية التصنيع.
باستخدام البرامج الحاسوبية، يمكن لفريق التصميم الميكانيكي بسرعة وبتكاليف زهيدة انهاء عملية التصميم والتطوير التي تلبي الحاجة على نحو أفضل . ليس من الضروري أن يتم بناء أي نموذج مادي حتى يقترب التصميم من الانتهاء بفضل هذه البرامج. ويمكن لهذه البرامج تحليل الظواهر الفيزيائية المعقدة التي يصعب تحليلها بواسطة طرق أخرى، مثل اللزوجة، والاحتكاك بين السطوح الغير النيوتونية.أصبحت الهندسة الميكانيكية متداخلة مع العديد من الاختصاصات الأخرى بفضل هذه البرامج. يستخدم المهندسون خوارزميات المعقدة لاستكشاف المزيد من التصاميم الممكنة وإيجاد حلول أفضل للمشاكل الصعبة. هذه البرامج الحاسوبية تتضمن (finite element analysis (FEA و CFD و CAM.

## وظائف الهندسة الميكانيكية
هناك أربع وظائف للمهندس الميكانيكي، وهي مشتركة في جميع فروع الهندسة الميكانيكية:
- الوظيفة الأولى هي فهم وإدراك المبادئ الأساسية للعلوم المكيانيكية، وهي تشمل الديناميكا (وهي العلاقة بين القوى والحركة، مثل الاهتزازات، والتحكم الآلي)، والديناميكا الحرارية (تتعامل مع العلاقات بين الأشكال المختلفة للحرارة، والطاقة، والقدرة، وجريان الموائع، والتشحيم والتزليق، وخواص المواد).
- الوظيفة الثانية هي سلسلة البحث والتصميم والتطوير، وهذه الوظيفة تحاول إحداث التغييرات اللازمة لتلبي احتياجات الحاضر والمستقبل، وهذا العمل يتطلب فهم واضح للعلوم الميكانيكية، والقدرة على تحليل النظم المعقدة إلى عناصر بسيطة، والابتكار في التأليف والاختراع.
- الوظيفة الثالثة هي إنتاج المنتجات، وتشمل التخطيط والتشغيل والصيانة، والهدف هو إنتاج أعظم قيمة بأصغر تكلفة، وأقل توظيف للأموال، مع المحافظة أو تعزيز ديمومة أو مكانة الشركة.
- الوظيفة الرابعة وهي وظيفة مهمة لمهندس الميكانيكا وتشمل الإدارة، وفي بعض الأحيان التسويق.

هناك نزعة دائمة في هذه الوظائف لاستخدام الطرق العلمية بدلا من الطرق التقليدية أو الحدسية، وتعدّ بحوث العمليات، وهندسة القيمة (Value engineering)، وتحليل المسائل بالأسلوب المنطقي (PABLA Problem analysis by logical approach) عناوين أساسية لهذه الأساليب.

## علاقة هندسة الميكانيك بالعلوم الأخرى
حديثا تم دمج هندسة الميكانيك مع الطب لتشكيل الهندسة الطبية الحيوية تعتمد على القوانين الهندسية لصناعة آلات طبية. لهندسة الميكانيك أيضا علاقة مباشرة مع الهندسة النانونية. عندما يتعامل المهندسون مع جزيئات صغيرة للغاية، تتحول اسم الهندسة من ميكانيكية إلى نانونية. تهدف الهندسة النانونية إلى بناء مواد ونسج لها خصائص معينة. إحدى مجالات البحث العلمي في هذا النطاق هو الأجسام النانونية التي تستخدم في بناء الأجهزة الطبية.

## تخصصات فرعية
يمكن اعتبار مجال الهندسة الميكانيكية على أنه مجموعة من العديد من تخصصات علوم الهندسة الميكانيكية. يتم سرد العديد من هذه التخصصات الفرعية التي يتم تدريسها عادةً في المستوى الجامعي أدناه، مع شرح موجز والتطبيق الأكثر شيوعًا لكل منها. تعتبر بعض هذه التخصصات الفرعية فريدة للهندسة الميكانيكية، في حين أن البعض الآخر عبارة عن مزيج من الهندسة الميكانيكية وواحد أو أكثر من التخصصات الأخرى. تستخدم معظم الأعمال التي يقوم بها المهندس الميكانيكي المهارات والتقنيات من العديد من هذه التخصصات الفرعية، بالإضافة إلى التخصصات الفرعية المتخصصة. من المرجح أن تكون التخصصات الفرعية المتخصصة، كما هي مستخدمة في هذه المقالة، موضوعًا للدراسات العليا أو التدريب أثناء العمل أكثر من البحث الجامعي. تمت مناقشة العديد من التخصصات الفرعية المتخصصة في هذا القسم.

### الميكانيكا
الميكانيكا، بالمعنى الأكثر عمومية، هي دراسة القوى وتأثيرها على المادة. عادةً ما تُستخدم الميكانيكا الهندسية لتحليل وتوقع التسارع والتشوه (المرنة والبلاستيكية) للأجسام تحت تأثير قوى معروفة (تسمى أيضًا الأحمال) أو الاجهادات. تشمل التخصصات الفرعية للميكانيكا:
- الاستاتيكا: دراسة الأجسام غير المتحركة تحت أحمال معروفة، وكيف تؤثر القوى على الأجسام الساكنة.
- الديناميكا: دراسة كيفية تأثير القوى على الأجسام المتحركة. تشمل الكيناماتيك (حول الحركة والسرعة والتسارع) والكيناتيك (حول القوى والتسارع الناتج).
- ميكانيكا المواد: ودراسة كيفية تشوه المواد المختلفة تحت أنواع مختلفة من الإجهادات.
- ميكانيكا الموائع: دراسة كيفية تفاعل السوائل مع القوى [46].
- علم الكيناماتيك: دراسة حركة الأجسام (الأجسام) والأنظمة (مجموعات الكائنات)، مع تجاهل القوى التي تسبب الحركة. غالبًا ما تُستخدم الحركية في تصميم الآليات وتحليلها.
- ميكانيكا الاتصال: وهي طريقة لتطبيق الميكانيكا تفترض أن الأشياء متصلة (وليست منفصلة) عادة ما يستخدم المهندسون الميكانيكيون الميكانيكا في مراحل تصميم أو تحليل الهندسة. إذا كان المشروع الهندسي عبارة عن تصميم لمركبة، فيمكن استخدام الإستاتيكا لتصميم إطار السيارة، من أجل تقييم المكان الذي ستكون فيه الضغوط أشد. ويمكن استخدام الديناميكيات عند تصميم محرك السيارة، لتقييم القوى في المكابس والحدبات أثناء دورات المحرك. يمكن استخدام ميكانيكا المواد لاختيار المواد المناسبة للإطار والمحرك. يمكن استخدام ميكانيكا الموائع لتصميم نظام تهوية للمركبة (انظر HVAC)، أو لتصميم نظام التغذية بالوقود والهواء للمحرك.

### الميكاترونيك والروبوتية
الميكاترونيك هو مزيج من الميكانيكا والإلكترونيات. إنه فرع متعدد التخصصات من الهندسة الميكانيكية والهندسة الكهربائية وهندسة البرمجيات يهتم بدمج الهندسة الكهربائية والميكانيكية لإنشاء أنظمة هجينة. بهذه الطريقة، يمكن أتمتة الآلات من خلال استخدام المحركات الكهربائية وآليات المؤازرة والأنظمة الكهربائية الأخرى جنبًا إلى جنب مع البرمجيات الخاصة. من الأمثلة الشائعة على نظام الميكاترونكس محرك الأقراص المضغوطة. تفتح الأنظمة الميكانيكية محرك الأقراص وتغلقه، وتدير القرص المضغوط وتحرك الليزر، بينما يقرأ النظام البصري البيانات الموجودة على القرص المضغوط ويحولها إلى وحدات بت. بينما يتحكم برنامج مدمج في العملية وينقل محتويات القرص المضغوط إلى الكمبيوتر.
الروبوتية هي تطبيق للميكاترونكس لإنشاء الروبوتات، والتي غالبًا ما تستخدم في الصناعة لأداء مهام خطيرة أو غير محببة أو متكررة. قد تكون هذه الروبوتات بأي شكل وحجم، ولكن جميعها مبرمجة مسبقًا وتتفاعل ماديًا مع العالم. لإنشاء روبوت، يستخدم المهندس عادة الكينماتيك (لتحديد نطاق حركة الروبوت) والكيناتيك (لتحديد الاجهادات داخل الروبوت).
تستخدم الروبوتات على نطاق واسع في الهندسة الصناعية. فهي تسمح للشركات بتوفير اجور العمالة، وأداء المهام التي تكون إما شديدة الخطورة أو دقيقة للغاية ويصعب علي البشرادائها علي نحو اقتصاديًا، ولضمان جودة أفضل. تستخدم العديد من الشركات خطوط تجميع من الروبوتات، خاصة في صناعات السيارات ويتم تشغيل بعض المصانع آليًا بحيث يمكن تشغيلها ذاتيا. وبعيدا عن المصنع، تم استخدام الروبوتات في التخلص من القنابل واستكشاف الفضاء والعديد من المجالات الأخرى. تُباع الروبوتات أيضًا لمختلف التطبيقات الاجتماعية، من الترفيه إلى الاستخدامات المنزلية.

### تحليل المنشآت
التحليل الإنشائي هو فرع من فروع الهندسة الميكانيكية (وكذلك الهندسة المدنية) مكرس لدراسة لماذا وكيف تنهار الاجسام والعناصر الانشائية ولإصلاح الأشياء وأدائها. تحدث الانهيارات في الهياكل الانشائية تبعا لنموذجين رئيسيين: الانهيار الاستاتيكي، وانهيار حد الكلال. يحدث انهيارالمنشآت الاستاتيكي، عند التحميل (مع تطبيق القوة)، فينكسر االجسم الذي يتم تحليله أو يتشكل تشكلا لدناً، اما الانهياربالكلال. فيحدث عندما ينهار جسم ما بعد عدد من دورات التحميل والتفريغ المتكررة. يحدث الكلال بسبب عيوب في الجسم فعلى سبيل المثال يبدأ بشق مجهري على سطح الجسم، ثم يأخذ في التوسع قليلاً مع كل دورة (انتشار) حتى يصبح الشق كبيرًا بما يكفي لإحداث الانهيار النهائي. [47]
لا يتم تعريف الانهيار ببساطة على أنه عندما ينكسر أحد الأجزاء؛ ولكمن تعريفه عندما لا يعمل جزء على النحو المصمم. بعض الأنظمة، مثل الأجزاء العلوية المثقبة لبعض الأكياس البلاستيكية، مصممة للقطع. فإذا استعصت علي القطع، فقد يتم استخدام تحليل الانهيار لتحديد السبب.
غالبًا ما يستخدم المهندسون الميكانيكيون التحليل الإنشائي بعد حدوث عطل ما، أو عند التصميم لمنع الانهيار. غالبًا ما يستخدم المهندسون المستندات والكتب عبر الإنترنت مثل تلك التي نشرتها [ASM 48] لمساعدتهم في تحديد نوع الفشل والأسباب المحتملة.
بمجرد تطبيق النظرية على التصميم الميكانيكي، غالبًا ما يتم إجراء الاختبار المادي للتحقق من النتائج المحسوبة. يمكن استخدام التحليل الإنشائي في المكتب عند تصميم الأجزاء، أو في الميدان لتحليل الأجزاء التالفة، أو في المختبرات حيث قد تخضع الأجزاء لاختبارات انهيار مقننة.

### الديناميكا الحرارية والعلوم الحرارية
الديناميكا الحرارية هي علم تطبيقي يستخدم في العديد من فروع الهندسة، بما في ذلك الهندسة الميكانيكية والكيميائية. الديناميكا الحرارية، في أبسط صورها، هي دراسة الطاقة واستخدامها وتحويلها من خلال نظام ما. عادةً ما تهتم الديناميكا الحرارية الهندسية بتغيير الطاقة من شكل إلى آخر. على سبيل المثال، تقوم محركات السيارات بتحويل الطاقة الكيميائية من الوقود إلى حرارة، ثم إلى عمل ميكانيكي يؤدي في النهاية إلي تدوير العجلات.
يتم استخدام مبادئ الديناميكا الحرارية من قبل المهندسين الميكانيكيين في مجالات نقل الحرارة، والموائع الحرارية، وتحويل الطاقة. يستخدم المهندسون الميكانيكيون العلوم الحرارية لتصميم المحركات ومحطات الطاقة، وأنظمة التدفئة والتهوية وتكييف الهواء (HVAC)، االمبادلات الحرارية، والمشتتات الحرارية، والمشعات، والتبريد، والعزل، وغيرها.

### التصميم والصياغة
الصياغة أو الرسم الفني هو الوسيلة التي يصمم بها المهندسون الميكانيكيون المنتجات ويضعون تعليمات التصنيع للأجزاء. يمكن أن يكون الرسم الفني نموذجًا حاسوبيًا أو مخططًا مرسومًا يدويًا يوضح جميع الأبعاد اللازمة لتصنيع جزء، بالإضافة إلى ملاحظات التجميع، وقائمة بالمواد المطلوبة، وغيرها من المعلومات ذات الصلة. [51] يمكن الإشارة إلى المهندس الميكانيكي الأمريكي أو العامل الماهر الذي يقوم بإنشاء الرسومات الفنية كمحرر أو رسام. كانت الصياغة تاريخياً عملية ثنائية الأبعاد، لكن برامج التصميم بمساعدة الكمبيوتر (CAD) تسمح الآن للمصمم بالإنشاء في ثلاثة أبعاد. ويتم تغذية التعليمات الخاصة بتصنيع الجزء المطلوب الي الماكينة المحددة، إما يدويًا، من خلال تعليمات مبرمجة، أو من خلال استخدام التصنيع بمساعدة الكمبيوتر (CAM) أو برنامج CAD / CAM المدمج. وقد يقوم المهندس أيضًا بتصنيع جزء يدويًا باستخدام الرسومات الفنية. ومع ذلك، مع ظهور التصنيع باستخدام الحاسب الآلي (CNC)، يمكن الآن تصنيع الأجزاء دون الحاجة إلى تدخل الفننيين . تتضمن عمليات التصنيع اليدويً بشكل عام، الطلاء بالرش، والتشطيبات السطحية، والعمليات الأخرى التي لا يمكن أن تقوم بها الآلة اقتصاديًا أو عمليًا. تستخدم الصياغة في كل فرع من فروع الهندسة الميكانيكية تقريبًا، وفي العديد من فروع الهندسة والعمارة الأخرى. تُستخدم النماذج ثلاثية الأبعاد التي تم إنشاؤها باستخدام برنامج CAD بشكل شائع أيضًا في تحليل العناصر المحدودة (FEA) وديناميكيات الموائع الحسابية (CFD).

### ادوات حديثة
بدأت العديد من شركات الهندسة الميكانيكية، وخاصة تلك الموجودة في الدول الصناعية، في دمج برامج الهندسة بمساعدة الكمبيوتر (CAE) في عمليات التصميم والتحليل الحالية، بما في ذلك التصميم بمساعدة الكمبيوتر (CAD) للنمذجة ثنائية وثلاثية الأبعاد. تتمتع هذه الطريقة بالعديد من الفوائد، بما في ذلك التصور الأسهل والأكثر شمولاً للمنتجات، والقدرة على إنشاء تجميعات افتراضية للأجزاء، وسهولة الاستخدام في تصميم العلاقات التجميعية والتجاوزات.
تتضمن برامج CAE الأخرى التي يشيع استخدامها من قبل المهندسين الميكانيكيين أدوات إدارة دورة حياة المنتج (PLM) وأدوات التحليل المستخدمة لأداء عمليات المحاكاة المعقدة. يمكن استخدام أدوات التحليل للتنبؤ باستجابة المنتج للأحمال المتوقعة، بما في ذلك حد الكلال وقابلية التصنيع. تتضمن هذه الأدوات تحليل العناصر المحدودة (FEA)، وديناميكيات الموائع الحسابية (CFD)، والتصنيع بمساعدة الكمبيوتر (CAM).
باستخدام برامج CAE، يمكن لفريق التصميم الميكانيكي تكرار عملية التصميم بسرعة وبتكلفة زهيدة لتطوير منتج يلبي بشكل أفضل متطلبات التكلفة والأداء والمحددات الأخرى. لا يلزم إنشاء نموذج أولي مادي حتى يقترب التصميم من الاكتمال، مما يسمح بتقييم مئات أو آلاف التصميمات، بدلاً من عدد قليل نسبيًا. بالإضافة إلى ذلك، يمكن لبرامج تحليل CAE نمذجة الظواهر الفيزيائية المعقدة التي لا يمكن حلها يدويًا، مثل اللزوجة المرنة أو الاتصال المعقد بين عناصرالازدواجات أو التدفقات اللانيوتونية.
عندما تبدأ الهندسة الميكانيكية في الاندماج مع التخصصات الأخرى، كما يتجلي في الميكاترونكس، يتم استخدام تحسين التصميم متعدد التخصصات (MDO) مع برامج CAE الأخرى لأتمتة عملية التصميم التكراري وتحسينها. استخدام أدوات MDO مع عمليات CAE الحالية، يسمح بمواصلة تقييم المنتج علي مدار اليوم حتى بعد عودة الباحث إلى المنزل . كما أنهم يستخدمون خوارزميات تحسين متطورة لاستكشاف التصاميم الممكنة بشكل أكثر ذكاءً، وغالبًا ما يجدون حلولًا أفضل ومبتكرة لمشاكل التصميم متعددة التخصصات الصعبة.

## مجالات البحث

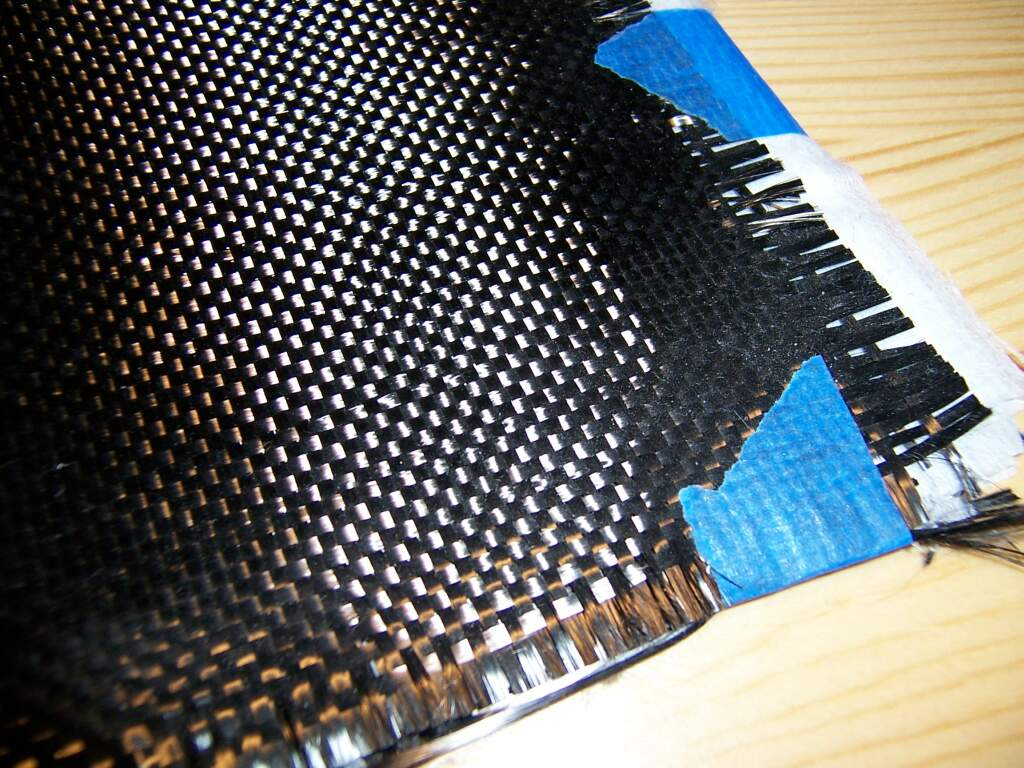
من ألياف الكربون

يدفع المهندسون الميكانيكيون باستمرار حدود ما هو ممكن ماديًا من أجل إنتاج آلات وأنظمة ميكانيكية أكثر أمانًا وأرخص واعلي كفاءة. بعض التقنيات في طليعة الهندسة الميكانيكية مذكورة أدناه (انظر أيضًا الهندسة الاستكشافية).

### الأنظمة الكهروميكانيكية الدقيقة (MEMS)
\يتم تصنيع المكونات الميكانيكية علي المستوي المجهري مثل النوابض والتروس وأجهزة نقل السوائل والحرارة من مجموعة متنوعة من مواد الركيزة مثل السيليكون والزجاج والبوليمرات مثل SU8. من أمثلة مكونات نظام MEMS مقاييس التسارع التي تُستخدم كأجهزة استشعار للوسادة الهوائية في السيارة، وهواتف خلوية حديثة، وجيروسكوبات لتحديد المواقع بدقة وأجهزة ميكروفلويديك المستخدمة في التطبيقات الطبية الحيوية.

### اللحام الاحتكاكي (FSW)
تم اكتشاف اللحام بالاحتكاك، وهو نوع جديد من اللحام، في عام 1991 من قبل معهد اللحام (TWI). تلك الطريقة المبتكرة التي تصنف ضمن طرق اللحام في الحالة الصلبة، أي بدون صهر، تمكننا من وصل مواد كانت غير قابلة للحام بالطرق التقليدية، بما في ذلك العديد من سبائك الألومنيوم. إنه يلعب دورًا مهمًا في البناء المستقبلي للطائرات، ويحتمل أن يحل محل المسامير. تشمل الاستخدامات الحالية لهذه التقنية حتى الآن لحام طبقات الخزان الخارجي من مكوك الفضاء الخارجي من الألومنيوم، ومركبة Orion Crew، ومركبات Boeing Delta II و Delta IV القابلة للاستهلاك، وصاروخ SpaceX Falcon 1، وطلاء الدروع للسفن الهجومية البرمائية، ولحام أجنحة وألواح جسم الطائرة لطائرة Eclipse 500 الجديدة من Eclipse Aviation من بين مجموعة متزايدة من الاستخدامات.

### المواد المركبة
المركبات أو المواد المركبة هي مزيج من المواد التي توفر خصائص فيزيائية مختلفة عن خواص أي مادة داخلة في تركيبها على حدة. تركز أبحاث المواد المركبة في الهندسة الميكانيكية عادةً على تصميم (وبالتالي، إيجاد تطبيقات) مواد أقوى أو أكثر صلابة أثناء محاولة تقليل الوزن، وقابلية التآكل، وعوامل أخرى غير مرغوب فيها. على سبيل المثال، تم استخدام المركبات المقواة بألياف الكربون في تطبيقات متنوعة مثل المركبات الفضائية وقضبان الصيد.

### ميكاترونكس
الميكاترونكس هو مزيج تآزري من الهندسة الميكانيكية والهندسة الإلكترونية وهندسة البرمجيات. بدأ تخصص الميكاترونكس كطريقة للجمع بين المبادئ الميكانيكية والهندسة الكهربائية. تستخدم مفاهيم الميكاترونيك في غالبية الأنظمة الكهروميكانيكية. من التطبيقات الكلاسيكية للميكاترونيك في مجال الحساسات والقياس، مقاييس الضغط والمزدوجات الحرارية ومحولات الضغط.

### تقنية النانو
ان تقنية النانو ماهي الا الهندسة الميكانيكية عند تطبيقها علي اصغر المقاييس وهي المستوي الجزيئي أو الذري، فأحد الاهداف المرجوة من تقنية النانوهو إنشاء مُجمِّع جزيئي لبناء الجزيئات والمواد عن طريق التخليق الميكانيكي. يظل هذا الهدف ضمن الهندسة الاستكشافية. تشمل مجالات أبحاث الهندسة الميكانيكية الحالية في مجال تكنولوجيا النانو المرشحات النانوية، [56] والأغشية النانوية، [57] والبنى النانوية، [58] من بين أمور أخرى.

### تحليل العنصرالمحدودة
تحليل العناصر المحدودة هو أداة حسابية تستخدم لتقدير الإجهاد والانفعال والتشوه المرن في الأجسام الصلبة. يستخدم تمثبلا شبكيًا بأحجام محددة بواسطة المصمم لقياس الكميات المادية في العقدة. وكلما زاد عدد العقد، زادت الدقة. [59] هذا المجال ليس جديدًا، لأن أساس تحليل العناصر المحدودة (FEA) أو طريقة العناصر المحدودة (FEM) يعود إلى عام 1941. ولكن تطور أجهزة الكمبيوتر جعل FEA / FEM خيارًا قابلاً للتطبيق لتحليل المشكلات الهيكلية. تستخدم العديد من الرموز التجارية مثل NASTRAN و ANSYS و ABAQUS على نطاق واسع في الصناعة للبحث وتصميم المكونات. أضافت بعضبرامج النمذجة ثلاثية الأبعاد وحزم برامج CAD وحدات FEA. في الآونة الأخيرة، أصبحت منصات المحاكاة السحابية مثل SimScale أكثر شيوعًا.
يتم استخدام تقنيات أخرى مثل طريقة الفروق المحدودة (FDM) وطريقة الحجم المحدود (FVM) لحل المشكلات المتعلقة بنقل الحرارة والكتلة، وتدفق الموائع، وتفاعل سطح المائع، إلخ.

### الميكانيكا الحيوية
الميكانيكا الحيوية هي تطبيق المبادئ الميكانيكية على الأنظمة البيولوجية، مثل البشر والحيوانات والنباتات والأعضاء والخلايا. [60] تساعد الميكانيكا الحيوية أيضًا في تكوين الأطراف الاصطناعية والأعضاء الاصطناعية للإنسان. ترتبط الميكانيكا الحيوية ارتباطًا وثيقًا بالهندسة، لأنها غالبًا ما تستخدم العلوم الهندسية التقليدية لتحليل الأنظمة البيولوجية. يمكن لبعض التطبيقات البسيطة لميكانيكا نيوتن وعلوم المواد أن توفر التقريبات الصحيحة لميكانيكا العديد من الأنظمة البيولوجية.
في العقد الماضي، اكتسبت الهندسة العكسية للمواد الموجودة في الطبيعة مثل مادة العظام تمويلًا في الأوساط الأكاديمية. تم تحسين بنية مادة العظام بغرض تحمل قدر كبير من اجهاد الضغط لكل وحدة وزن. [61] الهدف هو استبدال الفولاذ الخام بالمواد الحيوية للتصميم الإنشائي.
على مدار العقد الماضي، دخلت طريقة العناصر المحدودة (FEM) أيضًا إلى قطاع الطب الحيوي لتسليط الضوء على جوانب هندسية أخرى للميكانيكا الحيوية. منذ ذلك الحين، رسخت FEM نفسها كبديل للتقييم الجراحي في الجسم الحي وحصلت على قبول واسع من الأوساط الأكاديمية. تكمن الميزة الرئيسية للميكانيكا الحيوية الحاسوبية في قدرتها على تحديد الاستجابة التشريحية الداخلية للجسم، دون التعرض للقيود الأخلاقية. وقد أدى ذلك إلى أن تصبح نماذج FE منتشرة في كل مكان في العديد من مجالات الميكانيكا الحيوية بينما اعتمدت العديد من المشاريع فلسفة المفتوحة المصادر المفتوحة (مثل BioSpine).

### ديناميكا الموائع الحسابية
ديناميات الموائع الحسابية، عادة ما يتم اختصارها باسم CFD، هي فرع من ميكانيكا الموائع تستخدم الطرق والخوارزميات العددية لحل المشكلات التي تنطوي على تدفقات الموائع وتحليلها. تُستخدم أجهزة الكمبيوتر لإجراء الحسابات المطلوبة لمحاكاة تفاعل السوائل والغازات مع الأسطح المحددة بشروط حدودية. [63] باستخدام أجهزة الكمبيوتر فائقة السرعة، يمكن الوصول إلى حلول أفضل. ينتج عن الأبحاث الجارية برامج تعمل على تحسين دقة وسرعة سيناريوهات المحاكاة المعقدة مثل التدفقات المضطربة. يتم إجراء التحقق الأولي من مثل هذا البرنامج باستخدام نفق هوائي مع إجراء التحقق النهائي في اختبار شامل، على سبيل المثال اختبارات الطيران.

### هندسة الصوتيات
الهندسة الصوتية هي واحدة من العديد من التخصصات الفرعية الأخرى للهندسة الميكانيكية وهي تطبيق الصوتيات. الهندسة الصوتية هي دراسة الصوت والاهتزاز. يعمل المهندسون بشكل فعال للحد من التلوث الضوضائي في الأجهزة الميكانيكية والمباني عن طريق عزل الصوت أو إزالة مصادر الضوضاء غير المرغوب فيها. يمكن أن تتراوح دراسة الصوتيات من تصميم أكثر كفاءة للسمع أو الميكروفون أو سماعة الرأس أو استوديو التسجيل إلى تحسين جودة الصوت في قاعة الأوركسترا. تتعامل الهندسة الصوتية أيضًا مع اهتزاز الأنظمة الميكانيكية المختلفة.

### القوائم
- معجم الهندسة الميكانيكية
- قائمة بمعالم الهندسة الميكانيكية التاريخية
- قائمة المخترعين
- قائمة موضوعات الهندسة الميكانيكية
- قائمة المهندسين الميكانيكيين
- قائمة المجلات ذات الصلة
- قائمة بشركات تصنيع المعدات الميكانيكية والكهربائية والإلكترونية حسب الإيرادات

### صلات
- الجمعية الأمريكية لمهندسي التدفئة والتبريد وتكييف الهواء (ASHRAE)
- الجمعية الأمريكية للمهندسين الميكانيكيين (ASME)
- Pi Tau Sigma (جمعية تكريم الهندسة الميكانيكية)
- جمعية مهندسي السيارات (SAE)
- جمعية المهندسات (SWE)
- معهد المهندسين الميكانيكيين (IMechE)
- المعهد القانوني لمهندسي خدمات البناء (CIBSE) (بريطاني)

### ويكي الكتب
- ميكانيكا هندسية
- لديناميكا الحرارية الهندسية
- الصوتيات الهندسية
- ميكانيكا الموائع
- انتقال الحرارة
- تقنية دقيقة
- تقنية النانو
- ProE CAD
- مقاومة المواد / ميكانيكا الجوامد